# 不儿罕合勒敦山
不儿罕合勒敦山（秘史记音：不兒中罕 中合勒敦）是蒙古国肯特山脉中的一座山，位于肯特省境内。这座山是成吉思汗的出生地。 另一位蒙古名将速不台也出生于此。
不儿罕合勒敦山位于方圆12000平方公里的汗肯特严格保护区中，这片保护区建立于1992年。由于是成吉思汗的出生地，这片区域被蒙古人认为是最神圣的圣山。
2015年7月4日，不儿罕合勒敦山被联合国教科文组织认定为世界遗产。
根据当地法规，本区域禁止除蒙古族以外的所有外国人进入。

## 登录基准
该世界遗产被认为满足世界遺產登錄基準中的以下基準而予以登錄：
- （iv）关于呈现人类历史重要阶段的建筑类型，或者建筑及技术的组合，或者景观上的卓越典范。
- （vi）具有显著普遍价值的事件、活的传统、理念、信仰、艺术及文学作品，有直接或实质的连结（世界遗产委员会认为该基准应最好与其他基准共同使用）。